# Egloffstein

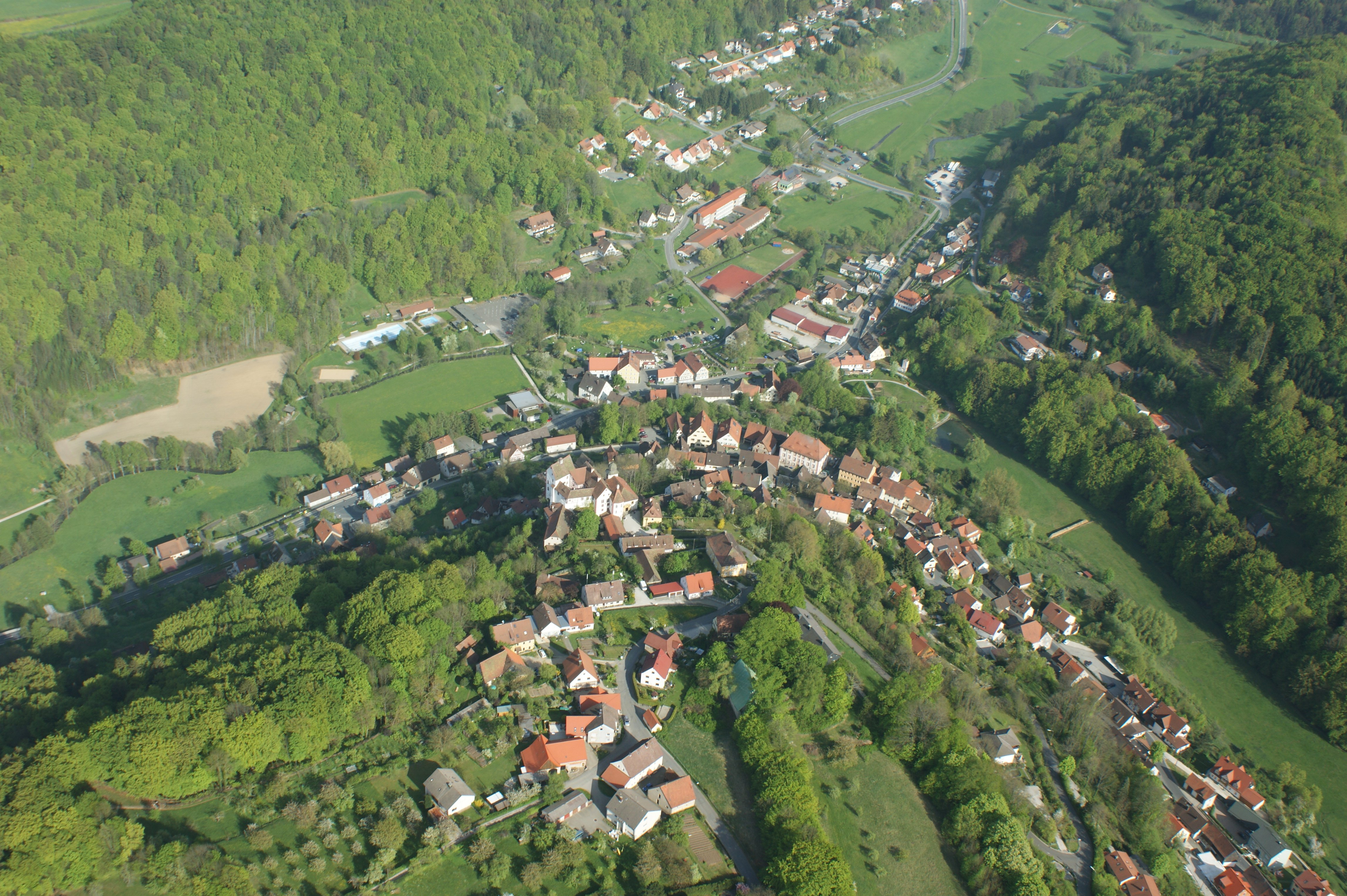
Egloffstein aus westlicher Richtung

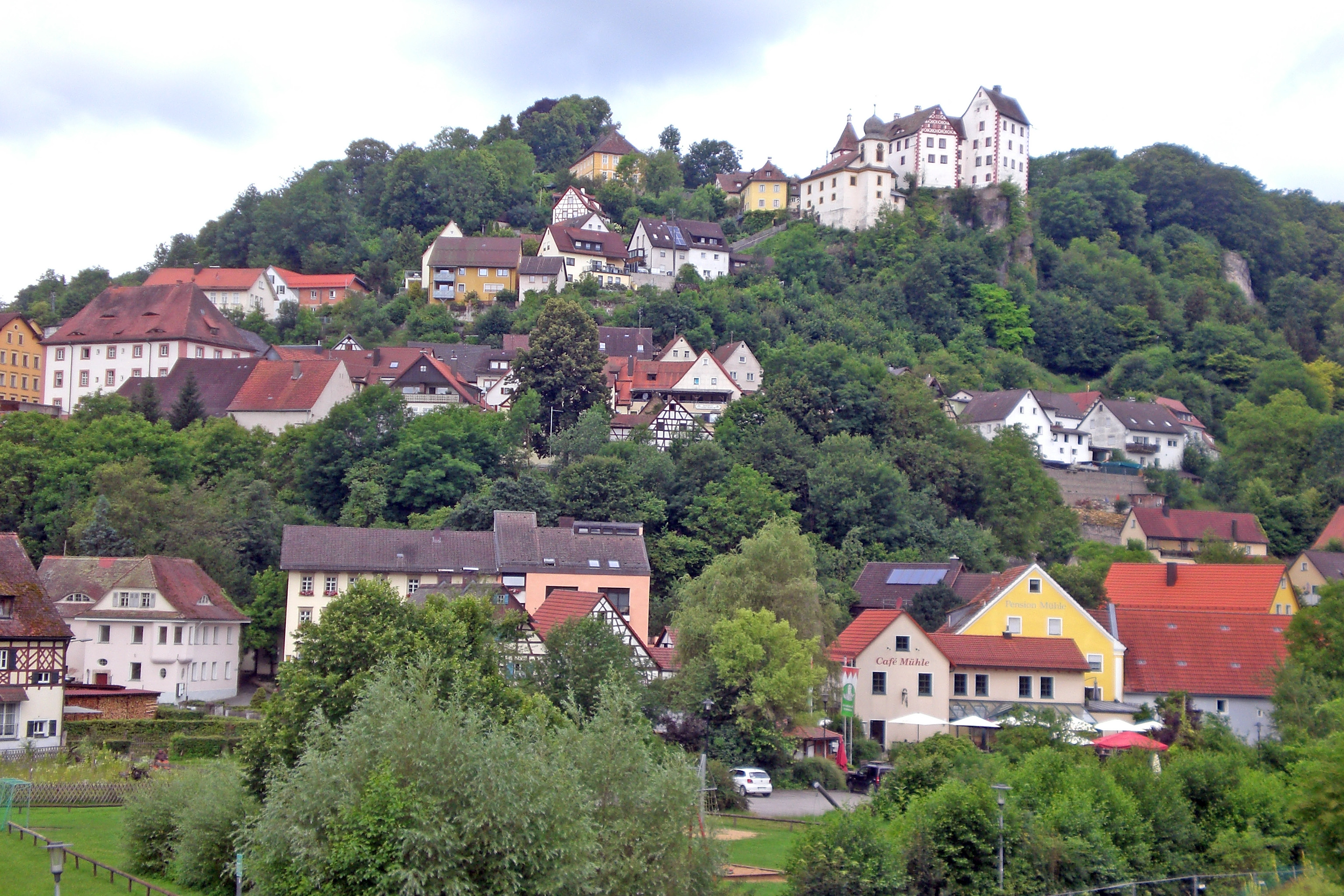
Blick auf Egloffstein (2024)

Egloffstein ist ein Markt im oberfränkischen Landkreis Forchheim und liegt in der Fränkischen Schweiz. Seit 1956 ist Egloffstein staatlich anerkannter Luftkurort.

## Geographie

### Geographische Lage
Der Ort Egloffstein liegt im Trubachtal in Hanglage unterhalb der gleichnamigen Burg.

### Nachbargemeinden
Nachbargemeinden sind (von Norden beginnend im Uhrzeigersinn):
Gößweinstein, Obertrubach, Gräfenberg, Leutenbach, Pretzfeld

### Gemeindegliederung
Die Gemeinde Egloffstein hat 16 Gemeindeteile (in Klammern ist der Siedlungstyp angegeben):
- Affalterthal (Pfarrdorf)
- Äpfelbach (Dorf)
- Bärenthal (Mühle)
- Bieberbach (Kirchdorf)
- Dietersberg (Weiler)
- Egloffstein (Hauptort)
- Egloffsteinerhüll (Dorf)
- Hammerbühl (Dorf)
- Hammermühle (Einöde)
- Hammerthoos (Weiler)
- Hundsboden (Dorf)
- Hundshaupten (Dorf)
- Mostviel (Weiler)
- Rothenhof (Weiler)
- Schlehenmühle (Dorf)
- Schweinthal (Dorf)

Es gibt die Gemarkungen Affalterthal, Bieberbach, Egloffstein, Hundshaupten und Zaunsbach (nur Gemarkungsteil 0).

## Geschichte

### Bis zum 19. Jahrhundert

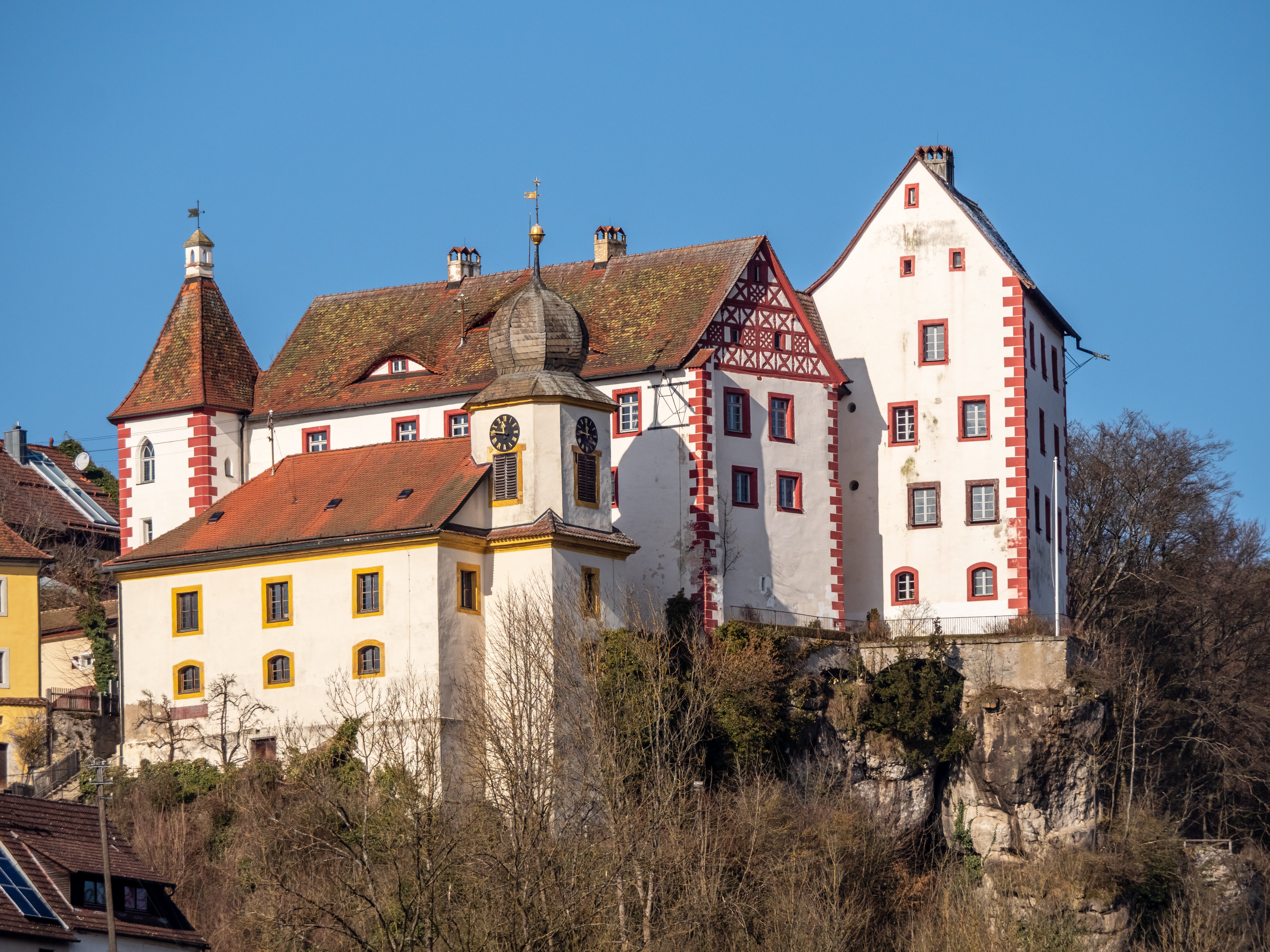
Burg Egloffstein

Vor 1180 ist die Burg Egloffstein als Stammsitz der Herren von Egloffstein nachweisbar. Erste urkundliche Erwähnungen stammen jedoch erst aus den Jahren 1180 und 1184, in denen der Salmann „Henricus de Hegelofuesten“ bzw. „Heinricus de Agilulfi lapide“ (von lateinisch lapide, Stein) genannt wurde.
1509 wurde die Burg Lehen der Bischöfe von Bamberg, sie blieb aber bis heute im Besitz der Familie von Egloffstein. 1525 wurde der Ort Egloffstein im Bauernkrieg niedergebrannt, 1561 fasste die Reformation Fuß in Egloffstein.
Im Dreißigjährigen Krieg wurde der Ort zweimal niedergebrannt. Im Zuge der Säkularisation in Bayern kam er zu Bayern.
Der zugehörige Ort Bieberbach befand sich in der zweiten Hälfte des 16. Jahrhunderts vorübergehend im Pfandbesitz des Hans von Streitberg.

### 20. und 21. Jahrhundert
1956 erfolgte die Zuerkennung des Prädikates Luftkurort und drei Jahre später wurde Egloffstein zum Markt erhoben.

### Eingemeindungen
Vor der Gemeindegebietsreform bestand der Markt Egloffstein neben dem Hauptort aus den Gemeindeteilen Dietersberg, Egloffsteinerhüll, Leithen (heute zu Mostviel gehörig) und Mostviel. Am 1. Mai 1978 wurden die Gemeinden Affalterthal, Bieberbach und Hundshaupten Egloffstein komplett zugeschlagen. Von der aufgelösten Gemeinde Zaunsbach kam der Gemeindeteil Schweinthal hinzu.

## Religionen
Bis auf den Gemeindeteil Hundsboden überwiegt die evangelische Konfession im Markt Egloffstein, aufgeteilt auf die Kirchengemeinden Affalterthal und Egloffstein. Die Trubach bildet die natürliche Grenze der Kirchengemeinden – orografisch rechts der Trubach wohnende Bürger gehören zur Kirchengemeinde Affalterthal, orografisch links der Trubach zur Kirchengemeinde Egloffstein. Deren Kirche St. Bartholomäus steht direkt neben der Burg.

## Politik

### Marktgemeinderat

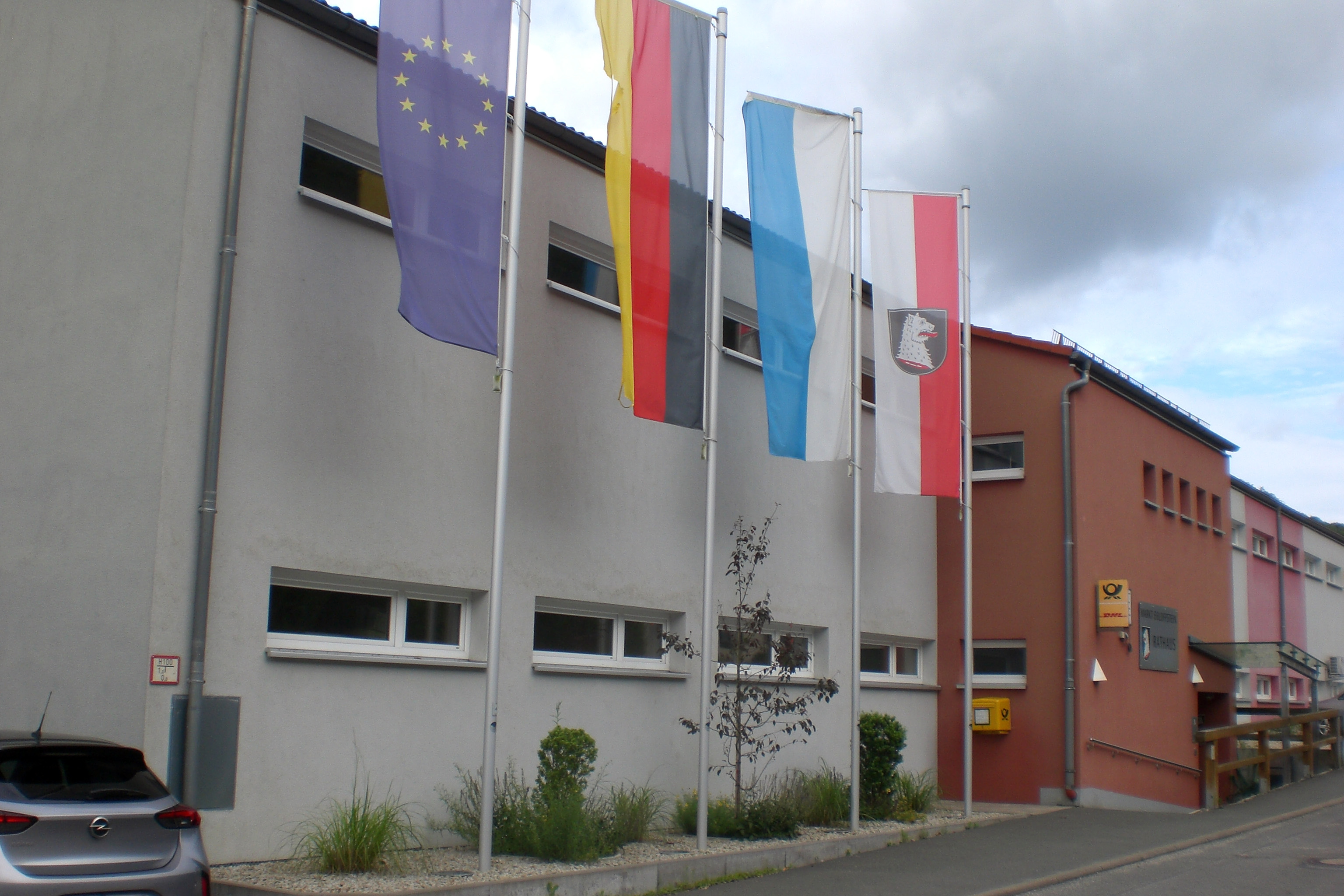
Rathaus (2024)

Der Marktgemeinderat hat 14 Mitglieder. Zusätzlich gehört ihm der hauptamtliche Erste Bürgermeister an. Bei den letzten vier Kommunalwahlen ergab sich jeweils folgende Sitzverteilung:
| Amtsperiode | Wahlgemeinschaft Egloffstein und Umgebung | Freie Wählergemeinschaft Affalterthal | Unabhängige Gemeindeliste | Dorfgemeinschaft Bieberbach | Bürgervereinigung Hundshaupten Hundsboden | WG Schweinthal Schlehenmühle Äpfelbach | Gesamt   |
| 2002–2008   | 4                                         | 2                                     | 3                         | 3                           | 1                                         | 1                                      | 14 Sitze |
| 2008–2014   | 3                                         | 3                                     | 3                         | 3                           | 1                                         | 1                                      | 14 Sitze |
| 2014–2020   | 4                                         | 2                                     | 3                         | 2                           | 2                                         | 1                                      | 14 Sitze |
| 2020–2026   | 4                                         | 2                                     | 3                         | 2                           | 2                                         | 1                                      | 14 Sitze |

### Bürgermeister
Erster Bürgermeister ist seit 2008 Stefan Förtsch (CSU/FWA). Er wurde bei den Kommunalwahlen im März 2014 mit 91,6 % und im März 2020 mit 80,6 % der Stimmen im Amt bestätigt. Sein Vorgänger seit 1976 war Christian Meier.

### Wappen
| Wappen von Egloffstein | Blasonierung: „In Schwarz ein silberner, rotgezungter, abgeschnittener Bärenkopf.“ |
| Wappen von Egloffstein | Wappenbegründung: Die Gemeinde führt das Wappen der Grafen von Egloffstein, allerdings in umgekehrten Farben zur besseren Unterscheidung vom Familienwappen. Bereits vor 1190 ist die Burg als Stammsitz der Herren und späteren Grafen von Egloffstein nachweisbar. Sie waren Bamberger Ministerialen, wurden um 1180 erstmals erwähnt und sind noch heute im Ort ansässig. Im Jahr 1509 wurde die Burg Lehen der Bischöfe von Bamberg, blieb aber im Besitz der Familie. Dieses Wappen wird seit 1956 geführt. |

- Ehemalige Gemeinden mit eigenem Wappen sind Affalterthal und Hundshaupten.
- Elemente stammen aus dem Familienwappen derer von Egloffstein.

## Sehenswürdigkeiten

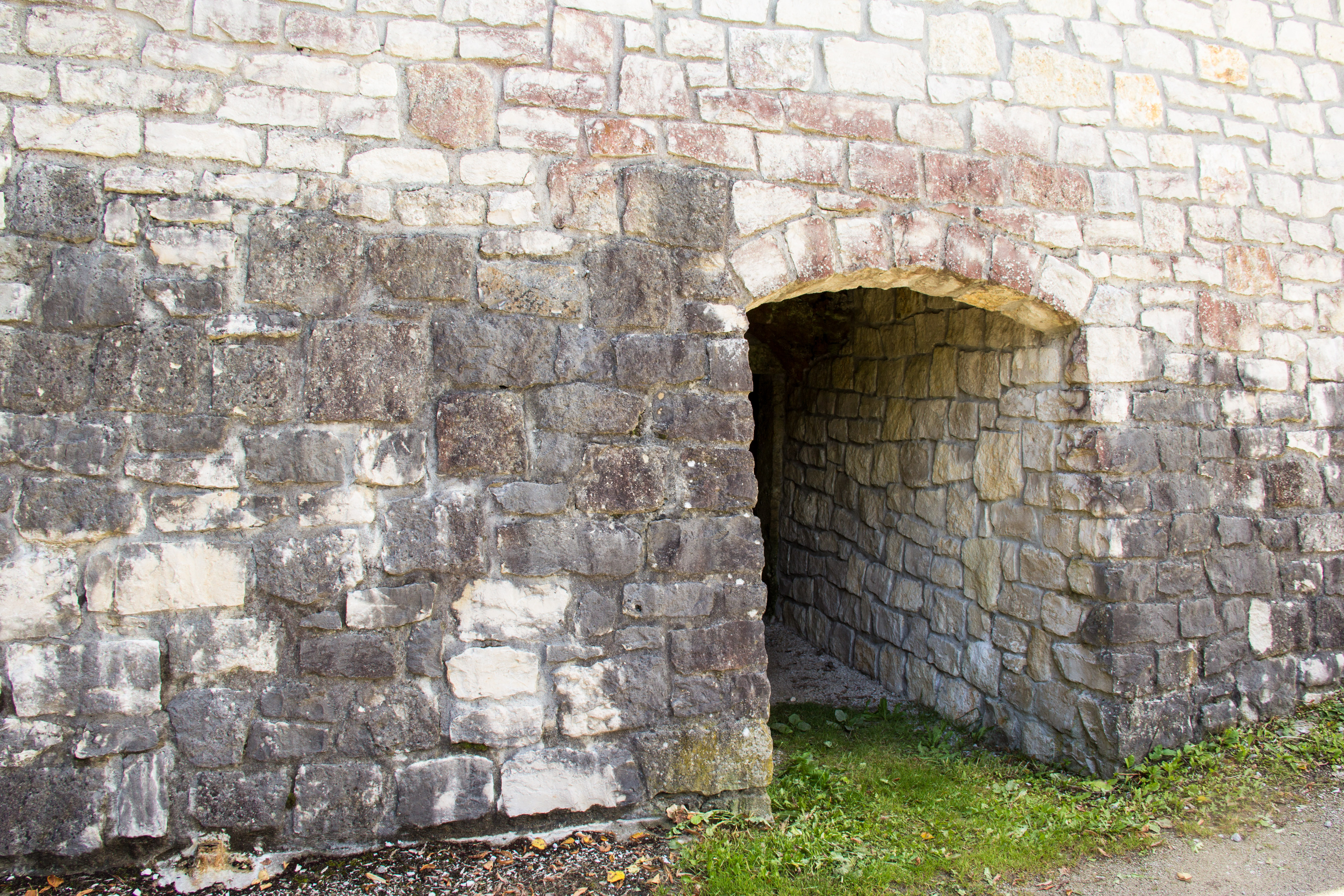
Eingang zum Felsenkeller

- Die Egloffsteiner Felsenkeller im Ortskern.

## Natur
- Wasserfall bei Äpfelbach
- Todsfelder Tal

## Freizeit- und Sportanlagen

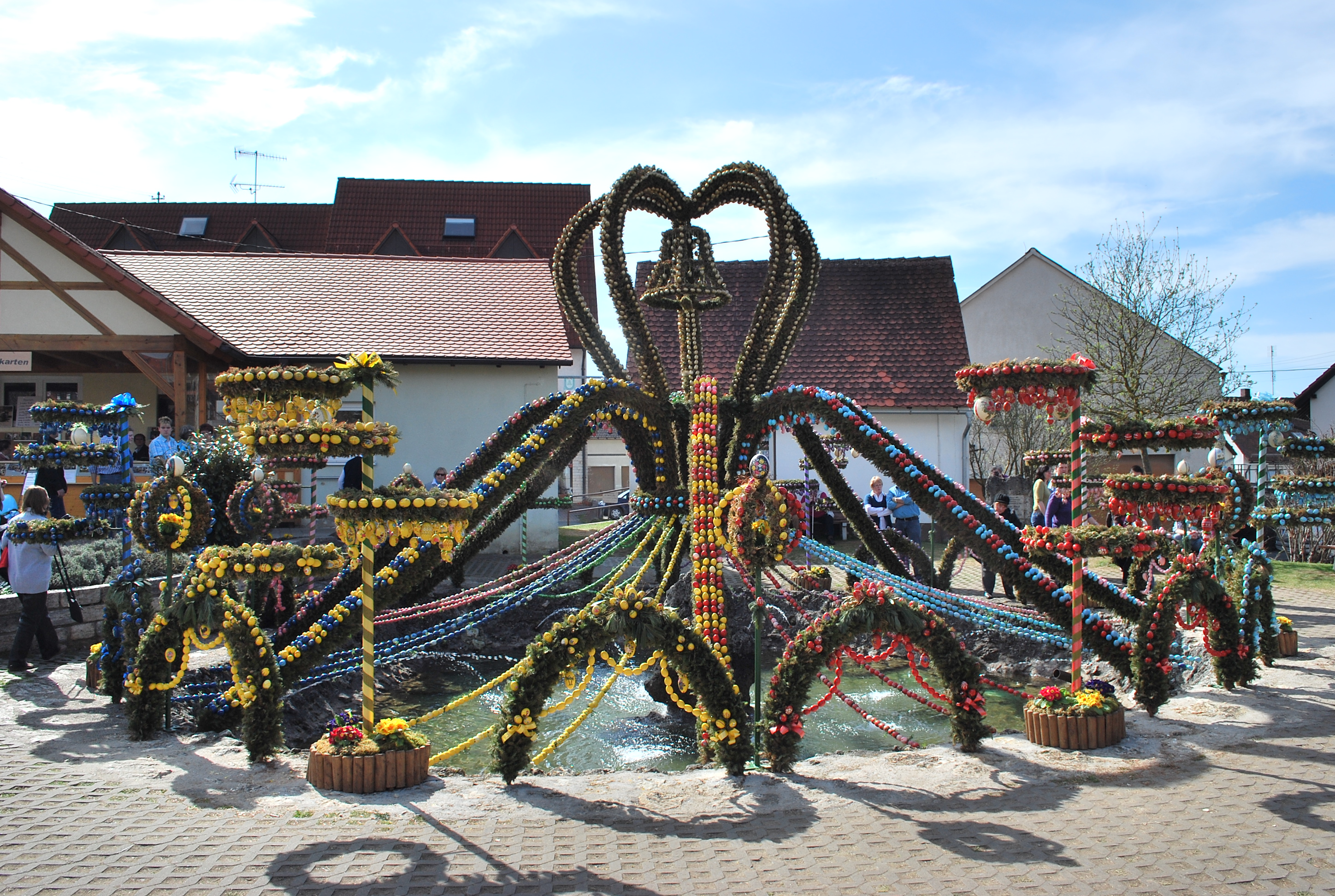
Osterbrunnen in Bieberbach

- Egloffstein: Freibad (bereits 1935 erstmals errichtet, seit Herbst 2019 geschlossen)[10], Sport- und Turnhalle, Sportplatz, Kneippanlage, Kinderspielplatz, Kletterfelsen, geographisches Zentrum des „Wanderparadies Trubachtal“
- Affalterthal: Mehrzweckhaus, Bolzplatz, Schießstände für Luftgewehr und -pistole, Aussichtsfelsen (Pfarrfelsen, Balkenstein, Spiegelfelsen), Kletterfelsen, DSV zertifizierte Nordic-Walking-Strecken, zahlreiche Wanderwege, Wanderpavillon
- Bieberbach: Sportplatz
- Hundsboden: Bolzplatz
- Hundshaupten: Wildpark
- Schlehenmühle: Minigolfanlage

## Persönlichkeiten
- Leopold II. von Egloffstein (1335–1343), Fürstbischof von Bamberg
- Johann I. von Egloffstein (unbekannt–1411) war zwischen 1400 und 1411 der 50. Fürstbischof von Würzburg und Erstgründer der Universität Würzburg.
- Leonhard von Egloffstein (ca. 1450–1514), bedeutender Humanist und Domherr von Bamberg
- Julie Gräfin von Egloffstein (1792–1869) war Hofdame am Hof zu Weimar und Malerin und lebte zeitweilig in Egloffstein. Sie war eine Vertraute von Johann Wolfgang Goethe
- Geheimrat Fritz Neumeyer (1875–1935) war ein Egloffsteiner Förstersohn. Neumeyer, Gründer namhafter Industrien (u. a. Zündappwerke), bedeutender Wirtschaftsführer (siehe Neumeyer-Höhe am Pfarrfelsen)
- Wilhelm Stählin (1883–1975), später Oldenburger Landesbischof, wirkte von 1910 bis 1916 als Ortspfarrer in Egloffstein.
- Gudila Freifrau von Pölnitz (1913–2002), Forst- und Landwirtin, Mitglied des Bayerischen Landtages von 1970 bis 1982. Sie unterhielt als Gutsbesitzerin das Schloss Hundshaupten in Egloffstein, einen Land- und Forstbetrieb mit Wildgehege
- Oleg Popow (1930–2016), russischer Clown und Pantomime, lebte seit Anfang der 1990er Jahre in Egloffstein und wurde ebenda bestattet.